# Difeomorfismo

La imagen de una retícula ortogonal definida sobre un cuadrado, obtenida a partir de un difeomorfismo del cuadrado en sí mismo, conservando invariante el contorno.

En topología diferencial, un difeomorfismo es un isomorfismo en la categoría de las variedades diferenciables (es decir, un difeomorfismo es un homeomorfismo diferenciable con inversa diferenciable). Como tal un difeomorfismo es una aplicación que posee aplicación inversa, por supuesto estas dos  aplicaciones son  diferenciables.

## Definición
Dadas dos variedades {\displaystyle {\mathcal {M}}} y {\displaystyle {\mathcal {N}}}, una aplicación {\displaystyle f:{\mathcal {M}}\to {\mathcal {N}}} es un difeomorfismo si es un homeomorfismo diferenciable con inversa diferenciable. Si estas aplicaciones son r veces continuamente diferenciables, esto es son miembros de {\displaystyle C^{r}} entonces f es un Cr-difeomorfismo o difeomorfismo de clase Cr.
Dos variedades {\displaystyle {\mathcal {M}}} y {\displaystyle {\mathcal {N}}} son difeomorfas {\displaystyle ({\mathcal {M}}\approx {\mathcal {N}})} si existe un difeomorfismo f entre ellas.

### Alternativa
Las transformaciones regulares son llamadas difeomorfismos de la clase {\displaystyle C^{(1)}}
Una aplicación  {\displaystyle g} de  {\displaystyle {\mathcal {R^{n}}}\to {\mathcal {R^{n}}}}  es regular si:
1. {\displaystyle g} es de la clase {\displaystyle C^{(1)}}
2. {\displaystyle g} es univalente
3. {\displaystyle \forall t,\ g(t)\neq 0} [1]

## Difeomorfismos de subconjuntos de variedades
Dado un subconjunto {\displaystyle X}  de una variedad  {\displaystyle {\mathcal {M}}} y un subconjunto {\displaystyle Y\subset {\mathcal {N}}}, una función {\displaystyle f:X\to Y} es diferenciable (suave) si para cada {\displaystyle p\in X}  existen un entorno {\displaystyle U\subset {\mathcal {M}}}  y  una función diferenciable (suave) {\displaystyle g:U\to Y} tal que {\displaystyle g_{|U\cap X}=f_{|U\cap X}} (nótese que g es una extensión de f). Se dice además que f es un difeomorfismo si es biyectiva, diferenciable y su inversa diferenciable.

## Descripción local
Ejemplo canónico. Si U, V son subconjuntos abiertos conexos de {\displaystyle \mathbb {R} ^{n}} tales que V es además simplemente conexo, una aplicación diferenciable f : U → V es un difeomorfismo, si es una aplicación propia y si la aplicación progrediente o diferencial Dfx : Rn → Rn es biyectiva en todo punto x de U.
Comentario 1. Es esencial que U sea simplemente conexo para que la función f sea globalmente invertible (si únicamente se exige la condición de que la derivada sea biyectiva en cualquier punto). Por ejemplo, considérese la "realificación" de la  función compleja z2:
{\displaystyle {\begin{cases}f:\mathbf {R} ^{2}\setminus \{(0,0)\}\to \mathbf {R} ^{2}\setminus \{(0,0)\}\\(x,y)\mapsto (x^{2}-y^{2},2xy)\end{cases}}}
Entonces f es suprayectiva y satisface
{\displaystyle \det Df_{x}=4(x^{2}+y^{2})\neq 0}
así Dfx es biyectiva en todos los puntos aunque f no admite inversa, porque no es biyectiva, e.g., f(1,0) = (1,0) = f(−1,0).

## Ejemplos
Puesto que cualquier variedad puede ser parametrizada localmente mediante {\displaystyle \mathbb {R} ^{n}}, podemos considerar algunas aplicaciones explícitas:
- Sea

{\displaystyle f(x,y)=\left(x^{2}+y^{3},x^{2}-y^{3}\right).}
Podemos calcular la matriz jacobiana:
{\displaystyle J_{f}={\begin{pmatrix}2x&3y^{2}\\2x&-3y^{2}\end{pmatrix}}.}
Esta matriz jacobiana tiene determinante cero si, y sólo si xy = 0. Vemos pues que f podría ser un difeomorfismo sobre cualquier conjunto que no se interseque con los ejes X o Y. Sin embargo, no es biyectiva dado que f(x,y) = f(-x,y), por lo que no es un difeomorfismo.
- Sea

{\displaystyle g(x,y)=\left(a_{0}+a_{1,0}x+a_{0,1}y+\cdots ,\ b_{0}+b_{1,0}x+b_{0,1}y+\cdots \right)}
donde las {\displaystyle a_{i,j}} y {\displaystyle b_{i,j}} son números reales arbitrarios y los términos omitidos son de grado al menos dos en x e y. Calculamos la matriz jacobiana en el punto 0:
{\displaystyle J_{g}(0,0)={\begin{pmatrix}a_{1,0}&a_{0,1}\\b_{1,0}&b_{0,1}\end{pmatrix}}.}
Vemos que g es un isomorfismo local en 0 si, y sólo si
{\displaystyle a_{1,0}b_{0,1}-a_{0,1}b_{1,0}\neq 0,}
es decir, los términos lineales en las componentes de g son linealmente independientes, como polinomios.